# Gmina Zgorzelec
Die Gmina wiejska Zgorzelec (deutsch: Landgemeinde Zgorzelec) ist eine Landgemeinde in der polnischen Oberlausitz in der Woiwodschaft Niederschlesien. Der Gemeinde gehören 22 Orte an. Sie hat ihren Sitz in der Stadt Zgorzelec, die ihr als eigenständige Stadtgemeinde nicht angehört. Die Gmina Zgorzelec ist Mitglied der Euroregion Neiße.

## Geografie

### Geografische Lage
Die Landgemeinde Zgorzelec liegt im polnischen Teil der Oberlausitz, die seit dem Ende des Zweiten Weltkrieges zu Polen gehört. Die Gemeinde grenzt im Westen an die Lausitzer Neiße, die zugleich die Staatsgrenze zu Deutschland bildet. Auch die Tschechische Republik grenzt im Süden an das Gemeindegebiet.
Neben der Neiße durchfließen zahlreiche kleinere Fluss- und Bachläufe das Gemeindegebiet. Zu den bekanntesten die Witka (Wittig), das Czerwona Woda und das Hennersdorfer Wasser sowie der Kesselbach. Alle Flussläufe münden in die Lausitzer Neiße. Im Süden der Gemeinde ist die Witka zu einem See angestaut – dem Niedów-Stausee, auch Witka-Stausee genannt. Der See dient der Kühlwasserversorgung des Kohlekraftwerks Turów.

### Ausdehnung des Gemeindegebiets
Die Gemeinde umfasst ein Territorium von 136,28 Quadratkilometern. 71 % des Gemeindegebiets werden landwirtschaftlich genutzt, 16 % sind mit Wald bedeckt. Die nördlichste Ortschaft ist Przesieczany (Hohkirch) nördlich der Autostrada 4. Die südlichste Ortschaft ist Kostrzyna (Trattlau). Sie liegt an der tschechischen Grenze. Am weitesten östlich befindet sich der Ort Sławnikowice (Kieslingswalde) südlich der Autostrada 4.

### Gemeindegliederung
Die Gemeinde gliedert sich in folgende 22 Ortschaften:
| - Białogórze (Lichtenberg) - Gozdanin (Lauterbach) - Gronów (Gruna) - Jędrzychowice (Hennersdorf) - Jerzmanki (Hermsdorf) - Kostrzyna (Trattlau) - Koźlice (Köslitz) - Koźmin (Kosma) - Kunów (Kuhna) - Łagów (Leopoldshain) - Łomnica (Lomnitz) | - Niedów (Nieda; 1937–45: Wolfsberg) - Osiek Łużycki (Wendisch Ossig; 1937–45: Warnsdorf) - Pokrzywnik (Stangenhain) - Przesieczany (Hohkirch) - Radomierzyce (Radmeritz) mit dem Stift Joachimstein - Ręczyn (Reutnitz) - Sławnikowice (Kieslingswalde) - Spytków (Wanscha) - Trójca (Troitschendorf) - Tylice (Thielitz) - Żarska Wieś (Sohr-Neundorf; 1937–45: Florsdorf) |

### Nachbargemeinden
Die Landgemeinde umschließt die Stadt Zgorzelec im Osten. Weiterhin verläuft die übrige Westgrenze der Landgemeinde entlang der Lausitzer Neiße und ist zugleich Staatsgrenze zu Deutschland. Auf deutscher Seite liegen die Städte Görlitz und Ostritz. Im Norden schließt sich Gemeinde Pieńsk an. Im Osten grenzen die Gemeinde Siekierczyn des Powiat Lubański und im Südosten die Landgemeinde Sulików an. Die Gemeinden Bogatynia und Zawidów liegen an der südlichen Grenze. Im Südosten grenzt die Landgemeinde an den Okres Liberec in Tschechien.

## Geschichte
Die Gemeinde wurde 1975 im Zuge der Verwaltungsreform geschaffen und gehörte bis 1998 zur Woiwodschaft Jelenia Góra.

## Politik

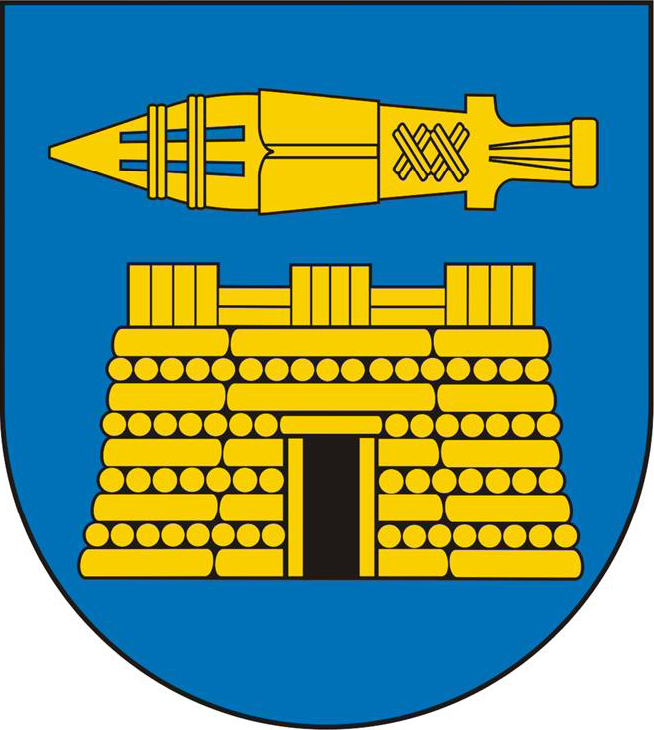
Wappen der Landgemeinde Zgorzelec seit 2015

Altes Wappen der Landgemeinde Zgorzelec

Der Verwaltungssitz der Gemeinde befindet sich im Norden von Zgorzelec an der Kreuzung Ulica Lubańska und Ulica Tadeusza Kościuszki.

### Gemeindevorsteher
Zwischen 1986 und 2014 war Kazimierz Janik der Gemeindevorsteher. Im Jahr 2014 wurde Piotr Machaj zum Wójt der Gemeinde gewählt.

### Gemeinderat
Der Gemeinderat besteht aus 14 Mitgliedern und wurde zuletzt 2010 gewählt. Die Wahlperiode beträgt vier Jahre.

### Wappen
Das aktuelle Wappen der Gemeinde wurde nach einer heraldischen Neugestaltung des Heraldikers Wojciech Tutak 2015 vom Gemeinderat angenommen. Es zeigt auf hellblauem Wappengrund die Speerspitze der Mauritiuslanze, einer Kopie der Heiligen Lanze aus dem Akt von Gnesen und zugleich eines der ältesten Insignien der polnischen Herrscher, sowie einen hölzernen Lausitzer Burgwall, beide in Gold gehalten.
Das alte Wappen der Gemeinde zeigt die Gemeindefläche in Gold auf grünem Wappengrund. Das Gemeindegebiet ist von den Flaggen der zwei angrenzenden Nachbarstaaten Deutschland und Tschechien sowie der polnischen Flagge umgeben. Am linken Rand des Wappens ist senkrecht der Name ZGORZELEC und waagerecht das Wort GMINA zu lesen. Beide Worte teilen sich den gemeinsamen Buchstaben G.

## Verkehr

### Öffentlicher Personennahverkehr
Die PKS Zgorzelec betreibt mehrere Überlandbuslinien im Gemeindegebiet. Die meisten Linien beginnen und enden am Busbahnhof der Stadt Zgorzelec.

### Schienenverkehr
Die Gemeinde durchkreuzen mehrere Bahnstrecken. Personenbahnhöfe gibt es an der Bahnstrecke Węgliniec–Görlitz in Jędrzychowice und wiederum an der Bahnstrecke Zgorzelec–Wałbrzych in Jerzmanki. In Jędrzychowice besteht Anschluss an Regionalzüge in Richtung Węgliniec und weiter nach Legnica sowie Breslau. Am Bahnhof Jerzmanki halten Regionalzüge mit Ziel Jelenia Góra über Lubań. Die Regionalzüge in den Gegenrichtungen enden in der Regel in Zgorzelec.

### Straßenverkehr
Die Autostrada 4 von Dresden nach Breslau führt durch den Nordteil der Gemeinde. Die Autobahnanschlussstelle Zgorzelec ist die erste östlich des Grenzübergangs Ludwigsdorf/Jędrzychowice und zugleich die einzige Anschlussstelle im Gemeindegebiet. Sie liegt zwischen dem nordöstlichen Gewerbegebiet von Zgorzelec und Jędrzychowice auf dem Gebiet der Landgemeinde.
Von der Autobahnanschlussstelle führt die Droga krajowa 94 in Richtung Nordosten weitgehend parallel zur Autostrada 4 und die Droga krajowa 30 in Richtung Osten nach Lubań. Die Straßen in Richtung Norden und Süden haben den Status einer Droga wojewódzka (DW). Nach Norden führt die DW 351 nach Pieńsk. Nach Süden führen die DW 352 nach Bogatynia und die DW 355 nach Zawidów.